# Rodolfo Choperena
Rodolfo Choperena Irizarri, né le 11 février 1905 à Mexico (Mexique), où il est mort le 19 juillet 1969, est un joueur mexicain de basket-ball.

## Palmarès
- Troisième des Jeux olympiques d'été de 1936